# Hahake
Hahake es un distrito de la división administrativa de Vava'u, en Tonga. Su capital es Ta'anea. Limita al Norte, al Sur y al Este con el Océano Pacífico y al Este con Leimatu'a. Tiene una población de 2.177 habitantes en 2021. 